# 和葉
和葉（かずは）は日本の女性声優。主にアダルトゲームに声をあてている。

## 人物
昔から映画が大好きで、表現するものをやってみたいという気持ちを持っていた。中学生の終わり頃に先輩から現在の所属事務所のオーディション応募用紙をもらい、声優のオーディションと知らずに受験して合格した。
デビュー作は2002年発売の『闇の声II』（Black CYC）の高見沢ゆかり役。先輩達の演技の見学だと思って収録現場へ行ったところ、マネージャーにいきなり台本を渡されびっくりして、帰ってから事務所の友人に演技のやり方を相談した。
演じやすいのはおっとりしたお姉さん系のキャラで、ちょっと変わった役を演じることが多いため、たまにかわいいお嬢様系の役が来ると戸惑ってしまうという。

## 出演
太字は主役・メインキャラクター。

### ゲーム

#### 2002年
- 闇の声II（高見沢 ゆかり）[1][2] ※デビュー作

#### 2004年
- 隷嬢学園 〜煉獄の学舎〜（小鳥遊 華憐）

#### 2005年
- ぱすてるチャイムContinue（イヴ・ラライラ）
- 魔女っ娘ア・ラ・モードII 〜光と闇のエトランゼ〜（アイビス・レンティル）[3]
- 凌姫II〜妖しく蠢く淫謀の円舞曲〜（エルディア）

#### 2006年
- 姉レイプ 〜高慢な姉の濡れた美唇〜（香坂 ナツキ）
- えむぴぃ Maid promotion master（水野 蒼）
- エルフィン・ローズ 〜囚われの三皇女〜（ルイーズ）
- angel breath（森里 知香）
- ゴア・スクリーミング・ショウ（あかねの母、貞島の母、由規の母、坂城学園学生、坂城学園教諭、呉仁町のみなさん、少年達、被害者達）
- Sister tyranT 〜実姉屈服調教〜（佐和山 伊織）
- まじかるサマー 壊決天使 エグゼキュート（山之内 理緒）
- メンアットワーク!4 ハンター達よ永遠に-（リゼッタ＝パジェス）
- 闇の僭王 〜聖女汚辱〜（トリエラ・メルツェーデス）

#### 2007年
- 淫行可憐同好会（女子A）
- Venus Blood（ファイナ・ヴォーデンバーグ）
- Xross Scramble（森里 知香）
- せーえき瞬間っ! 移動?! 〜遠隔操作魔法で、いつでもどこでも膣内射精（なかだし）!〜（衣川 棗、野崎 遥子）
- 続・凌辱荘（秋原 怜奈）
- 汁だく接待 おかわり1杯目（鳥居 梓菜、沢井 夜叉）
- ぶっかけ!! 〜先輩はミルクまみれ〜（塚 ミドリ）
- 魔孕巫女 〜お清めは愛欲淫靡に〜（日下部 紗依）
- 巫女縛り（如月 かなえ）

#### 2008年
- イヌミミバーサク（箍谷 莉玖）
- インチキ霊媒師（久世乃 璃子）
- カラフルウィッシュ 〜12コのマジ★キュン!〜（栞）
- 少女魔法学 リトルウィッチロマネスク editio perfecta（オルガ・クローゼ）
- 汁だく接待 おかわり三杯目 〜淫惑、性感開発エステ編〜（鳥居 梓菜、弥月 由利奈）
- 隷嬢学園2 〜嗜虐の花園〜（春日井 桜子）
- ハラマセテ戦乙女（エレノア）
- ペロペロさせて 〜みみっこメイド発情期〜（ローレル）
- My Sweet Home マイスイートホーム（澤崎 睦美）
- 魔法の少女 シルキーリップ ～三人の女王候補～（シェリル・ウルロ・ガードマーク）
- 闘神都市III
- 欲望の王国（君城 蘭）

#### 2009年
- Venus Blood -DESIRE-（カサルナ）
- 巨乳ファンタジー（ロクサーヌ・ド・テジール）[4]
- しゃーまんず・さんくちゅあり -巫女の聖域-（剣 九重）
- 友達の母を犯すということ（満島 伊織）
- 乳フェチ2 Jcup 乳辱アナウンサー静香 〜乳揉み編〜（久能 静香）
- 乳フェチ2 Jcup 乳辱アナウンサー静香 〜パイズリ編〜（久能 静香）
- Divus Rabies（クーリエ＝ノルン）
- 裸の王様（美園 京子）
- マゾ×ラブ（筧 蘭華）
- 乱れて交わる俺と姫（ディナ・ネイヤード）
- 麗辱の館 〜淫縁五姉妹汁姦記〜（城ノ内 詩鶴）

#### 2010年
- 主に交われば朱くなる（一之瀬 絵美奈）
- ふぇちちち! 〜巨乳先生の誘惑授業〜（神宮寺 のぞみ）
- 恋刀乱麻 〜わたしが、アナタを、守るからっ!!!〜（蝶乃 みすず）

#### 2011年
- 戦女神VERITA（ルクレッティア・ローバント）[5]
- 巨乳ファンタジー外伝（ロクサーヌ・ド・テジール）
- 戦極姫3〜天下を切り裂く光と影〜（三好 長逸[6]、木下 昌直[7]）
- 童貞な女子達とボク 〜もし仮に万が一、ボクがエッチに興味津々な童貞っぽい女子ばかりいる世界に行ったとしたら〜（菜月 遥香、氷室 友佳、杉下 風花）
- 初恋予報。（聖 こばと）

#### 2012年
- 水月 弐 〜追憶〜（南武 咲姫）
- 或ル家族ノ姦系図（御調 舞衣）[8]
- 巨乳ファンタジー2（シャハル）[9]
- 三極姫2〜天地大乱・乱世に煌く新たな覇龍〜（張遼 文遠[10]、孫策 伯符[11]）
- JKとオーク兵団 ～悪豚鬼に凌虐された聖女学園～（夏目 麗香）[12]

#### 2013年
- 三極姫3〜天下新生〜（孫策）[13]
- 戦場のフォークロア -亡国の騎士団-（マリーシア・シルバ）[14]
- 巨乳ファンタジー外伝2（ロクサーヌ）[15]
- 妻ネトリ ～女教師の調教日誌～（白石 加菜子）[16]
- デデンデン!（美幸、紀香）[17]
- 電車内でなう。（二宮 佳乃）[18]
- 百姓繚乱コナギいっき! ～人外魔姦伝～（ナオエ）[19]
- 復讐の炎は淫獄の闇に燃え -極悪女にネット公開で制裁を-（不二 香澄）[20]
- ヤバい! -復讐・闇サイト-（湯川 文乃）[21]
- らぶ魔女! -LOVE MAJYO!-（篠宮 凛々音）[22]

#### 2014年
- 人妻は元魔法少女 下級戦闘員だった俺が痴漢を繰り返し寝取り落とす（園咲 優希）[23]
- リアルプレイ（白坂 美雪）[24]
- 虐襲5（セリオ・ハイデローゼ・クライフ）[25]
- 学園で時間よ止まれ（橘 香奈子）[26]
- デモニオンII〜魔王と三人の女王〜（ベルナ）[27]
- 姫汁（蜜香）[28]
- ジンコウガクエン2（理）[29]
- 永久恋愛みるくクリーム〜オナニー×オナニー〜（白石 桜子）[30]
- フラテルニテ（白坂 美桜）[31]
- 巨乳ファンタジー2if（シャハル）[32]
- 墜落人生 ～清楚お嬢様のヤクキメタコ部屋売春ライフ～（四ノ宮 真由美）[33]

#### 2015年
- イブニクル（キノウ）[34]
- 巨乳ファンタジー デジタルノベライズ版（ロクサーヌ）[35]
- 貞操観念ZERO ～ヤリマン家族とハメ狂い夏休み～（槍間 満子）[36]
- プレイ!プレイ!プレイ!屍（舞木 芹佳）[37]
- ペンペンペナルティー ～箱入り娘たちをHにオシオキ!!～（ニーナ）[38]
- 星空のバビロン -迫り来るコズミックすけべおねぇさんズ-（秋葉原 桃子、フリルオーニ）[39]
- Maggot baits（ウィルマ・ザ・ウィッチ）[40]

#### 2016年
- えろぐっず! Hなおもちゃで快感エンジョイ（志波 澪）[41]
- 死に逝く君、館に芽吹く憎悪（メイド）[42]
- ダンジョン オブ レガリアス 〜背徳の都イシュガリア〜（アーシュラ）[43]
- 時計台のジャンヌ ～Jeanne à la tour d'horloge～（オンディーヌ）[44]
- 妻みぐい3（朝露 砂夜子）[45]
- 妻みぐい3 スピンオフ純愛編（朝露 砂夜子）[46]

#### 2017年
- あなたに恋する恋愛ルセット（鍵由 楓花）[47]
- リターニアの精霊使い -迷宮を征く者-（ルサルカ）[48]

#### 2022年
- 搾精病棟〜邪悪なるお局ナースが潜む病院で調教生活〜（ヌマジリ[49]）
- 搾精病棟〜凶悪なる看護師長が支配する病院の深淵へ潜入捜査〜（ヌマジリ[50]）

### ソーシャルゲーム
- 対魔忍RPG（上月 佐那）[51]
- 超昂大戦 エスカレーションヒロインズ（鬼の斗羽大洋 / 斗羽 大洋[52]、神騎サーヤ / 神代 紗夜[53]）

### OVA
- 妻みぐい3 THE ANIMATION（朝露 砂夜子）[54]